# Octavio Valdez
Octavio Valdez (Santiago Acutzilapan, 7 de dezembro de 1973) é um ex-futebolista profissional mexicano que atuava como meio-campista. 

## Carreira
Octavio Valdez integrou a Seleção Mexicana de Futebol na Copa América de 2001 e competiu na Copa América de 2004.

## Títulos
Seleção Mexicana
- Copa América de 2001: Vice